# Tân Uyên
Tân Uyên – dystrykt w południowym Wietnamie, w prowincji Bình Dương.
Powierzchnia dystryktu wynosi 601 km², a liczba ludności w 2004 roku wynosiła 131 232 mieszkańców.
Ośrodkiem administracyjnym dystryktu jest Uyên Hưng. Inne miasta na terenie dystryktu to Tân Phước Khánh oraz Thái Hòa.